# Albert Ganzenmüller
Albert Ganzenmüller (ur. 25 lutego 1905 w Pasawie, zm. 20 marca 1996 w Monachium) – niemiecki inżynier, sekretarz stanu w Ministerstwie Transportu III Rzeszy, współodpowiedzialny za deportacje europejskich Żydów do obozów zagłady.

## Życiorys
Urodził się w Pasawie i ukończył studia inżynieryjne. Od 1928 roku pracował w Deutsche Reichsbahn-Gesellschaft, w której błyskawicznie awansował i w 1937 roku znalazł się w kolejowej sekcji w Ministerstwie Transportu Rzeszy. W przeciwieństwie do większości swoich współpracowników, którzy nie zajmowali się polityką, Ganzenmüller był zdeklarowanym narodowym socjalistą. Już jako nastolatek był zaangażowany w nacjonalistycznych organizacjach paramilitarnych w Bawarii, a do NSDAP i SA wstąpił w 1931 roku. 
Po ataku Niemiec na ZSRR w czerwcu 1941 roku Ganzenmüller zgłosił się do służby na wschodzie, gdzie przywracał połączenia kolejowe w okolicach Połtawy podczas ostrej zimy przełomu 1941 i 1942 roku. W latach 1942–1945 sprawował stanowisko sekretarza stanu w Ministerstwie Transportu III Rzeszy (Reichsverkehrsministerium), zajmując się koleją. W okresie tym około 3 miliony Żydów zostały za pomocą kolei przewiezione przez nazistów do obozów zagłady położonych w okupowanej Polsce. Fragment korespondencji między Ganzenmüllerem a Karlem Wolffem (adiutantem Heinricha Himmlera) z lipca lub sierpnia 1942 roku, stwierdza „szczególną radość” SS w związku z wysiłkiem sekretarza stanu w związku z dostarczaniem pociągów w celu deportacji 5 tysięcy Żydów z warszawskiego getta do Treblinki (raz dziennie) i Bełżca (dwa razy w tygodniu). Jest to koronny dowód aktywnego współudziału kolei niemieckiej w eksterminacji europejskich Żydów, a zwłaszcza Ganzenmüllera. 
Po wojnie Ganzenmüller zbiegł do Argentyny, lecz powrócił do Niemiec w 1955 roku. Pierwsze postępowanie sądowe przeciwko niemu zostało w 1970 roku umorzone z braku dowodów. W 1973 roku został ostatecznie oskarżony i stanął przed sądem w Düsseldorfie, ale proces przerwano z powodu zawału serca Ganzenmüllera. Postępowania już nigdy nie wznowiono.